# Ken Kragen
Kenneth Alan Kragen, detto Ken (Contea di Alameda, 24 novembre 1936 – Los Angeles, 14 dicembre 2021), è stato un produttore televisivo, autore televisivo e manager musicale statunitense.
È conosciuto soprattutto per il ruolo organizzativo avuto nella registrazione di We Are the World nel 1985 e nell'evento caritatevole del 1986 Hands Across America.

## Biografia
Kenneth Allan Kragen nacque il 24 novembre 1936, figlio di Billie Bercovich, una violinista professionista, e di Adrian Kragen, un noto avvocato tributarista. Il suo luogo di nascita fu variamente citato come Alameda o Berkeley in California. Frequentò l'Università della California, Berkeley e la Harvard Business School.
Kragen fu il manager personale di numerosi musicisti, tra cui le star della musica country Trisha Yearwood, Travis Tritt, Dottie West e Kenny Rogers per molti anni. Quando Kragen era produttore esecutivo di The Smothers Brothers Comedy Hour, conobbe la band Kenny Rogers and The First Edition e ne è diventato il manager. Kragen fu produttore esecutivo del loro show Rollin on the River.
Kragen sposò Cathy Worthington nel 1978. La coppia ebbe una figlia.

### Eventi caritatevoli
Nel 1985 fu determinante nell'assicurare i talenti apparsi nel singolo e nell'album di raccolta fondi We Are the World. Harry Belafonte contattò Kragen, che all'epoca gestiva Lionel Richie e Kenny Rogers, per organizzare un concerto che aiutasse a raccogliere fondi per le cause africane. Kragen dubitava che un concerto avrebbe fatto la differenza e suggerì invece un singolo di beneficenza che includesse una dozzina di artisti. Tuttavia, la risposta dei musicisti fu oltre le aspettative e Kragen dovette rifiutare la partecipazione di diverse decine di artisti che volevano apparire nella canzone.
Il gruppo, noto come USA for Africa, comprendeva Michael Jackson, Lionel Richie, Bruce Springsteen, Cyndi Lauper, Kenny Rogers e molte altre star della musica pop dell'epoca. Secondo Kragen, che coinvolse Quincy Jones per produrre la canzone, il presidente di una casa discografica gli aveva suggerito di organizzare anche un album di canzoni inedite dello stesso gruppo di artisti. Il progetto raccolse sessantaquattro milioni di dollari per la lotta alla povertà in Africa e negli Stati Uniti. Un anno dopo, Kragen organizzò un altro evento di beneficenza, Hands Across America, una catena umana attraverso Stati Uniti d'America contigui che coinvolse 6,5 milioni di persone. Kragen era stato il manager del musicista Harry Chapin, che, prima della sua morte nel 1981, era un importante attivista contro la fame nel mondo. Kragen, spiegando il suo lavoro su questi eventi di beneficenza, riferì:
(Harry Chapin Is Gone, But Friends Carry His Song in Their Hearts, 21 dicembre 1987)
Nel 2010 Kragen fondò HomeAid.net, una campagna annuale e un evento a favore dei senzatetto americani, insieme a David Mathison.

### Ultimi anni
Kragen continuò a lavorare attivamente come consulente per diverse aziende e organizzazioni non profit, tra cui il Southern California Jet Propulsion Laboratory, la Juvenile Diabetes Research Foundation e Rallysong100. In seguito, vendette un reality show a Fremantle quando stava sviluppando altri quattro show. Nel 2015 si mise a lavorare con Tony Robbins al progetto di un nuovo libro intitolato Doing well by doing good (Fare meglio facendo bene), mentre era anche come produttore di uno show di premiazione per la rivista Live Happy. Nel 1997 Kragen fu relatore e consulente al meeting annuale della Interface Corporation, tenutosi a Maui, che vinse il Global Paragon Award per l'eccellenza strategica del Meeting Professionals International. Nel 1996 interpretò sé stesso nel film TV The Late Shift, che descrisse la battaglia tra Jay Leno e David Letterman per il The Tonight Show. Una disputa tra Kragen e Helen Kushnick, manager di lunga data di Leno e produttrice esecutiva del The Tonight Show, contribuì all'allontanamento di quest'ultima.
Kragen ricevette numerosi riconoscimenti, tra cui la Medaglia della Pace delle Nazioni Unite, l'Uomo dell'Anno del Boys and Girls Clubs of Southern California, due MTV Video Awards, e una nomination ai Grammy per il Best Music Video Long-Form. Nel 2013 fu professore del corso di "Strategie per la celebrità dei musicisti", tenuto presso la Herb Alpert School of Music della UCLA.
Kragen si spense il 14 dicembre 2021 per cause naturali nella sua casa nel quartiere di Brentwood a Los Angeles, all'età di 85 anni.